# كورت برنارد
كورت برنارد (بالإسبانية: Kurt Bernard)‏ (مواليد 8 ديسمبر 1977 في ليمون، كوستاريكا) هو لاعب كرة قدم كوستاريكي دولي سابق كان يلعب كمهاجم. سبق له أن لعب في كأس العالم لكرة القدم مع منتخب بلاده. بدأ مسيرته الرياضية عام 1998 واعتزل اللعب عام 2014.

## الأهداف الدولية
تأتي نتيجة وحصيلة كوستاريكا من الأهداف أولاً.
| ر. | التاريخ        | المكان                                 | الخصم | النتيجة | الحصيلة | المنافسة                                    |
| -- | -------------- | -------------------------------------- | ----- | ------- | ------- | ------------------------------------------- |
| 1. | 18 فبراير 2007 | ملعب كوسكاتلان، سان سلفادور، السلفادور | بنما  | 1–1     | 1–1     | كأس أمم اتحاد أمريكا الوسطى لكرة القدم 2007 |

## روابط خارجية
- كورت برنارد على موقع الاتحاد الدولي (مؤرشف)  (الإنجليزية)
- كورت برنارد على موقع قاعدة بيانات كرة القدم.إي يو (الإنجليزية)
- كورت برنارد على موقع ناشيونال فوتبول تيمز (الإنجليزية)
- كورت برنارد على موقع Soccerway.com (الإنجليزية)